# Alfred West
Pour les articles homonymes, voir West.

a Compétitions nationales et continentales officielles uniquement.

b Matchs officiels uniquement.
Dernière mise à jour le 13 septembre 2022.
Alfred Hubert West (6 mai 1893 - 7 janvier 1934) est un joueur international néo-zélandais de rugby à XV. 

## Biographie
Avant polyvalent, il évolue en club pour Hawera et est sélectionné à deux reprises pour la Nouvelle-Zélande.

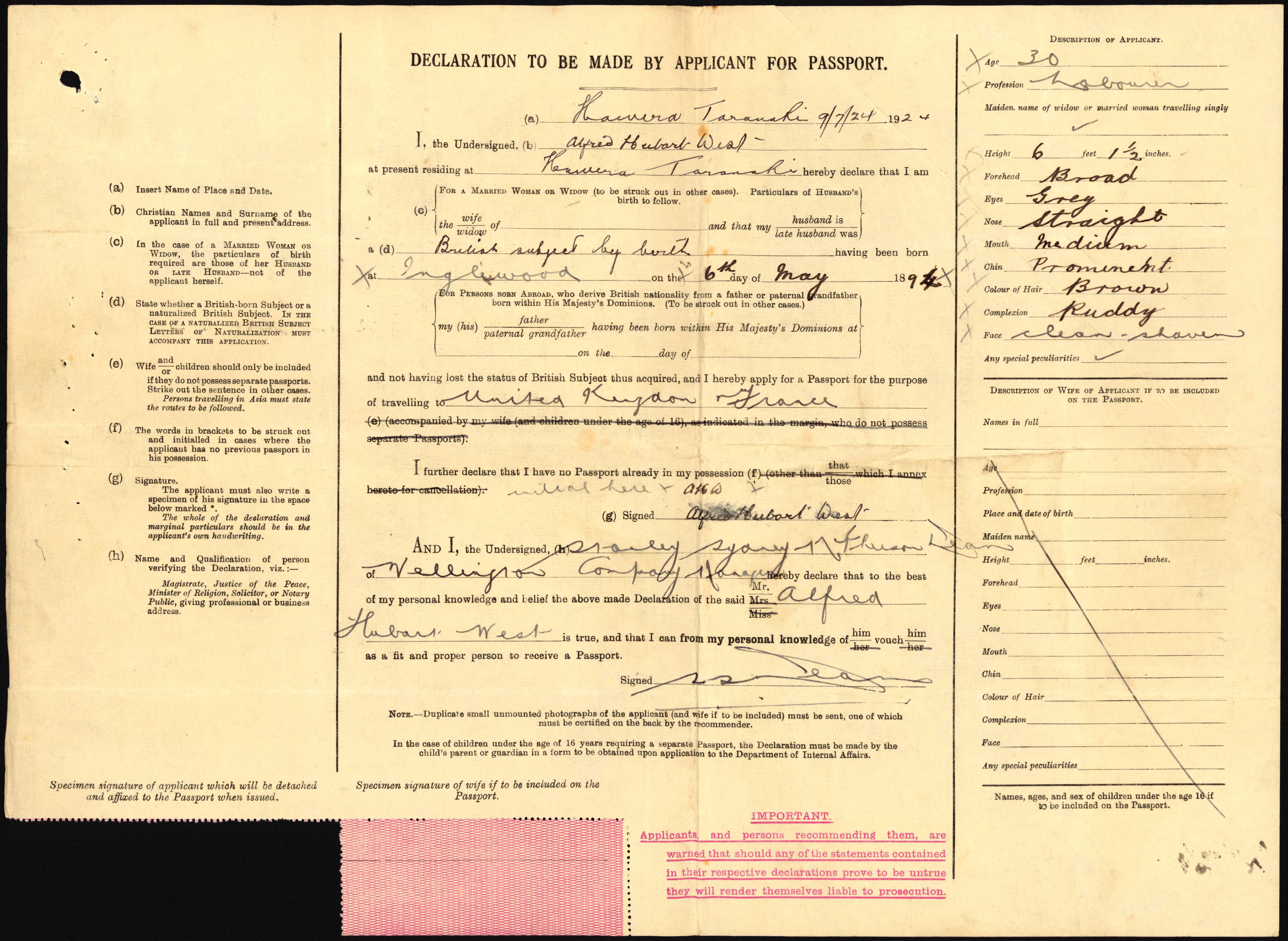
Demande de passeport d'Alfred West (1924).